# Brouwerij Roman

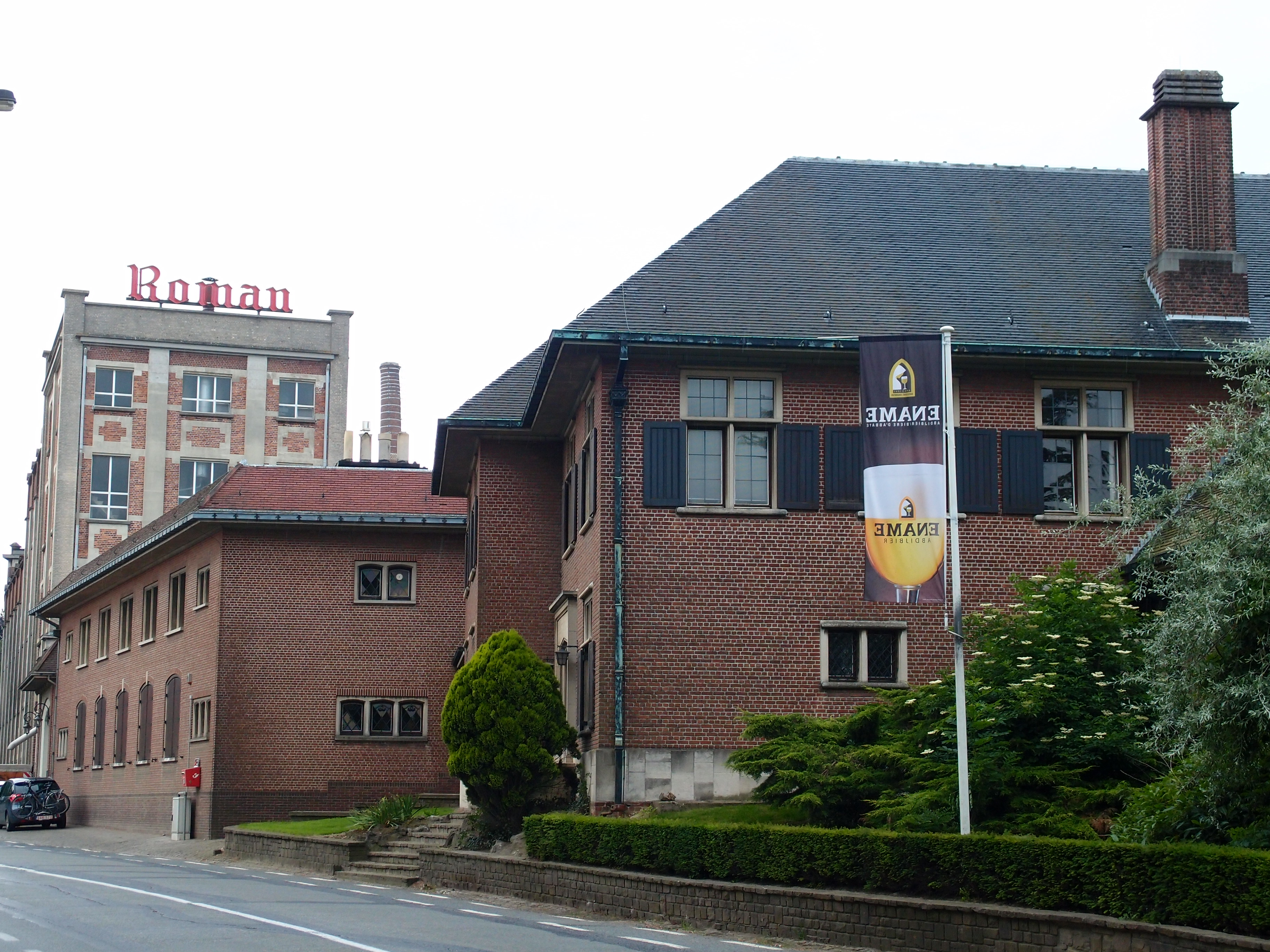
Brouwerij Roman

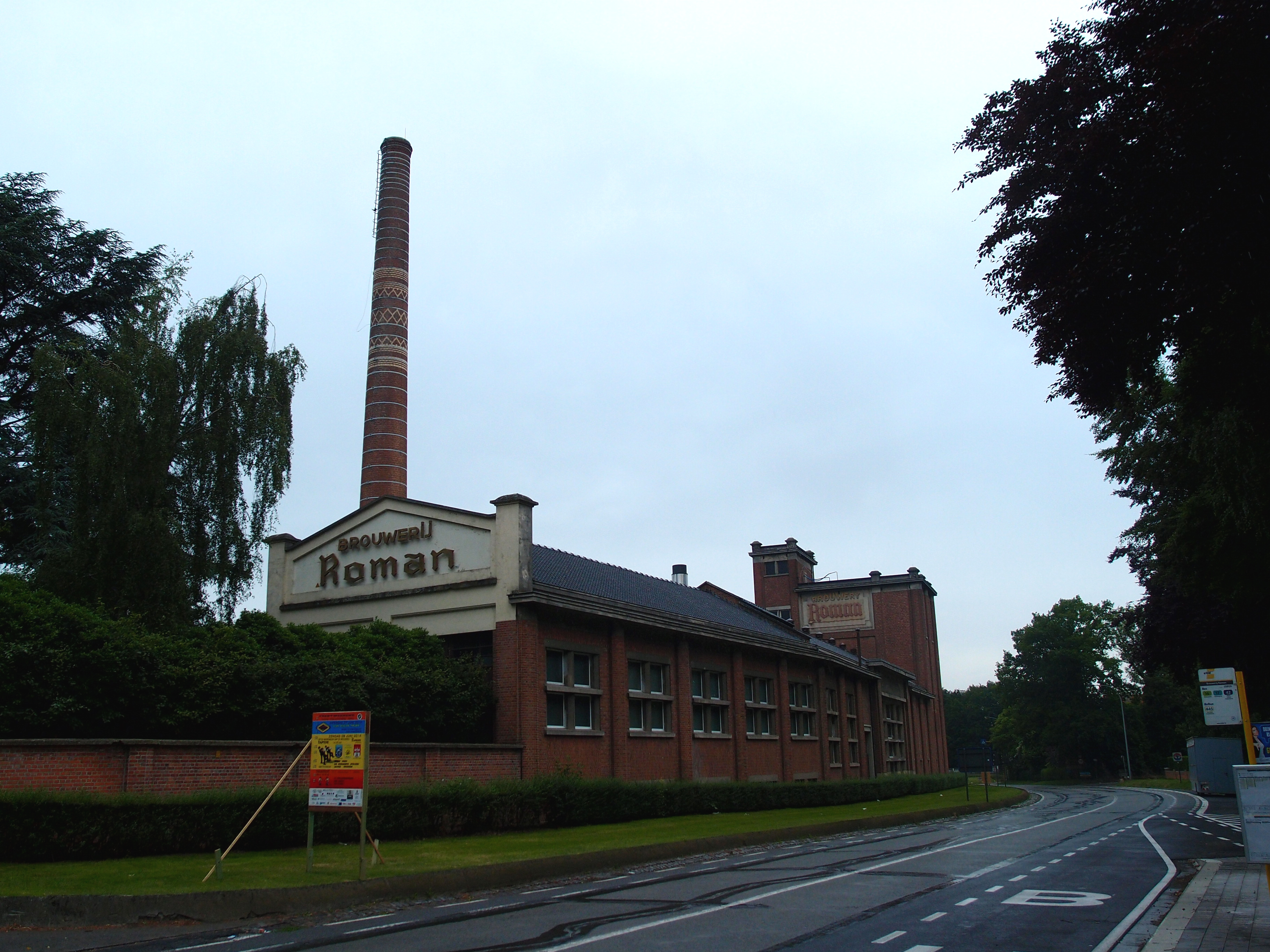
Brouwerij Roman

Brouwerij Roman is een familiale Belgische brouwerij, opgericht door Joos Roman in 1545 en gelegen in het Oost-Vlaamse dorp Mater, deelgemeente van de stad Oudenaarde. 

## Geschiedenis
In het jaar 1545 bevond er zich daar, langs de handelsweg tussen Duitsland en Frankrijk, een afspanning. Uitbater van de "Clocke" was Joos Roman, de baljuw van de streek en "pater familias" van het brouwersgeslacht Roman. Sindsdien hebben 14 generaties het nevenberoep van toen laten uitgroeien tot een bloeiend bedrijf. Het bedrijf kende een opvallende bloeiperiode tijdens het interbellum met zijn Roman Oudenaards bruin bier (sinds 2003: Adriaen Brouwer) en kwam na de Tweede Wereldoorlog terug met de succesvolle Romy Pils. Zo duurde het tot 1954 vooraleer de brouwerij haar assortiment uitbreidde met softdrinks en waters. In de jaren 80 van 20e eeuw stapte het bedrijf mee in de trend om speciale bieren te produceren. Het eerste was Sloeber (1983), een bier vergelijkbaar met Duvel. In de jaren 90 van 20e eeuw volgden een reeks abdijbieren 'Ename' en 'Mater Witbier', een troebel tarwebier. Later volgden ook nog 'Black Hole' (2005), 'Adriaen Brouwer Dark Gold' (2008) en 'Gentse Strop' (2012). Sinds 2013 komt er ook een jaarlijks kerstbier op de markt: 'Adriaen Brouwer Wintergold'. De huidige bedrijfsleiders zijn Carlo en Lode Roman (14e generatie). In 2017 werden bij een grote vernieuwingsoperatie 'Romy Pils', 'Mater Witbier' en 'Black Hole' hernoemd naar respectievelijk 'Roman Pils', 'Roman Blanche' en 'Roman Black Label', de zogenaamde 'Roman Range'. In 2021 werd het recept van 'Roman Black Label' aangepast om tot een Glutenvrij bier te komen. In 2023 maakte de brouwerij bekend dat er een nieuwe brouwzaal wordt gebouwd en een nieuwe maalderij. 

## Bieren
Onderstaande worden onder de naam van de brouwerij gebrouwen :
- Adriaen Brouwer - 5,0%
- Adriaen Brouwer Oaked - 10%
- Adriaen Brouwer Tripel - 9,0%
- Ename Blond - 6,5%
- Ename Dubbel - 6,5%
- Ename Pater - 5,5%
- Ename Rouge - 7%
- Ename Tripel - 8,5%
- Gentse Strop - 6,9%
- Rebelse Strop - 6,9%
- Ramon - 0,3%
- Roman Blanche (vroeger Mater witbier) - 5,0%
- Roman Black Label - 5,6%
- Roman Pils - 5,1%
- Sloeber - 7,5%
- Sloeber IPA - 7,5%